# Dwight Schrute
Dwight Kurt Schrute III è uno dei protagonisti della serie tv The Office interpretato dall'attore statunitense Rainn Wilson.

## Biografia del personaggio
È il miglior venditore della Dunder Mifflin, azienda a cui tiene particolarmente.
Già dalla prima puntata si evince la sua personalità diligente, pignola e scontrosa. Per questo motivo non è, almeno inizialmente, simpatico a nessun collega. 
Ufficialmente, ha il titolo di "assistente al direttore regionale". Si tratta di una carica fittizia inventata da Michael Scott per accontentare Dwight, che teneva particolarmente ad assumere un ruolo d'importanza.
Schrute aspira a diventare manager della sede di Scranton. Ci riuscirà solo alla fine dell'ultima stagione della serie.
Dwight è l'incarnazione nerd della serie. È amante di Star Wars, Battlestar Galactica e di Second Life. Ascolta musica hard rock e possiede una vasta collezione di armi. Come passatempo, pratica karate e paintball. Ha una piantagione di barbabietole e gestisce un bed and breakfast, insieme a suo cugino Mose. È inoltre un poliziotto volontario. 
È molto affezionato alle tradizioni familiari. Ha ascendenze tedesche ed amish. 
È legato sentimentalmente ad Angela Martin, contabile dell'ufficio. 
Nel corso della serie, stringe amicizia con Jim Halpert e Pam Beesly.